# Битка код Мађенте
Битка код Мађенте вођена је 4. јуна 1859. године између аустријске војске са једне и француско-италијанске војске са друге стране. Део је Другог рата за уједињење Италије, а завршена је француско-италијанском победом.

## Битка
Сазнавши да је у рејону Новаре груписана сва савезничка војска, аустријски командант, генерал Франц Ђулај, одустаје од планираног напада у том правцу и 3. јуна одлучује да се повуче иза реке Тицина. Наполеон III, командант савезничких снага, усмерује своја дејства у правцу Милана. Дивизије упућене у правцу Буфалоре заустављене су испред Монте Ротонда јаком артиљеријском и пешадијском ватром. Стога је Мак Маон наредио да оне наставе напад тек пошто левокрилна дивизија овлада Маркалом. У међувремену су предњи делови савезничког 3. и 4. корпуса савладали слаби аустријски отпор и заузели мост код Понте Нуова, али су противнападом Аустријанаца потиснути.
Под притиском доласка нових француских корпуса, Аустријанци су присиљени да напусте мост. И поред тога, савезничке снаге споро су напредовале због сталног пристизања аустријских појачања. Најзад, савезничке снаге су око 16 часова продужиле напад у правцу Мађенте и убрзо приморале аустријске снаге на повлачење. У то време водила се оштра борба на реци Навиљо. Мак Маон је око 18 часова и 30 минута наредио напад на град. Савезнички 2. корпус освојио је железничку станицу и северни део Мађенте. Француске снаге око 20 часова освајају западни део града. Аустријанци су присиљени на повлачење ка Корбети. Падом Мађенте окончан је отпор делова аустријског 3. корпуса на реци Навиљо. Аустријанци су се неометано повукли.